# سكة حديد فلسطين
خطوط سكك حديد فلسطين (بالإنجليزية: Palestine Railways) هي شركة سكك حديد فلسطينية سابقة، كانت مملوكة بالكامل لحكومة الانتداب البريطاني التي كانت تدير جميع خطوط السكك الحديدية العامة في فلسطين التاريخية من عام 1920 حتى عام 1948.
كان الخط الرئيسي يمتد من القنطرة في مصر إلى حيفا في فلسطين، ومنها إلى بيروت، وكان هناك فروع تخدم يافا والقدس وعكا ومرج بن عامر كانت أصلاً موجودة في فلسطين منذ العهد العثماني. وقد قامت بريطانيا بسن عدة قوانين خاصة بسكك الحديد الفلسطينية، وتنظيم البناء في المناطق التي تمر منها، سواء بين المدن أو في الريف.
أدت هذه الخطوط إلى ازدهار مدن وقرى فلسطينية بأكملها، خاصة تلك التي تقع على مسارها. كما كانت سببًا لإنشاء كثير من التجمعات الاستيطانية اليهودية لاحقاً.

## تاريخ الخطوط

### خط سكك حديد يافا-القدس

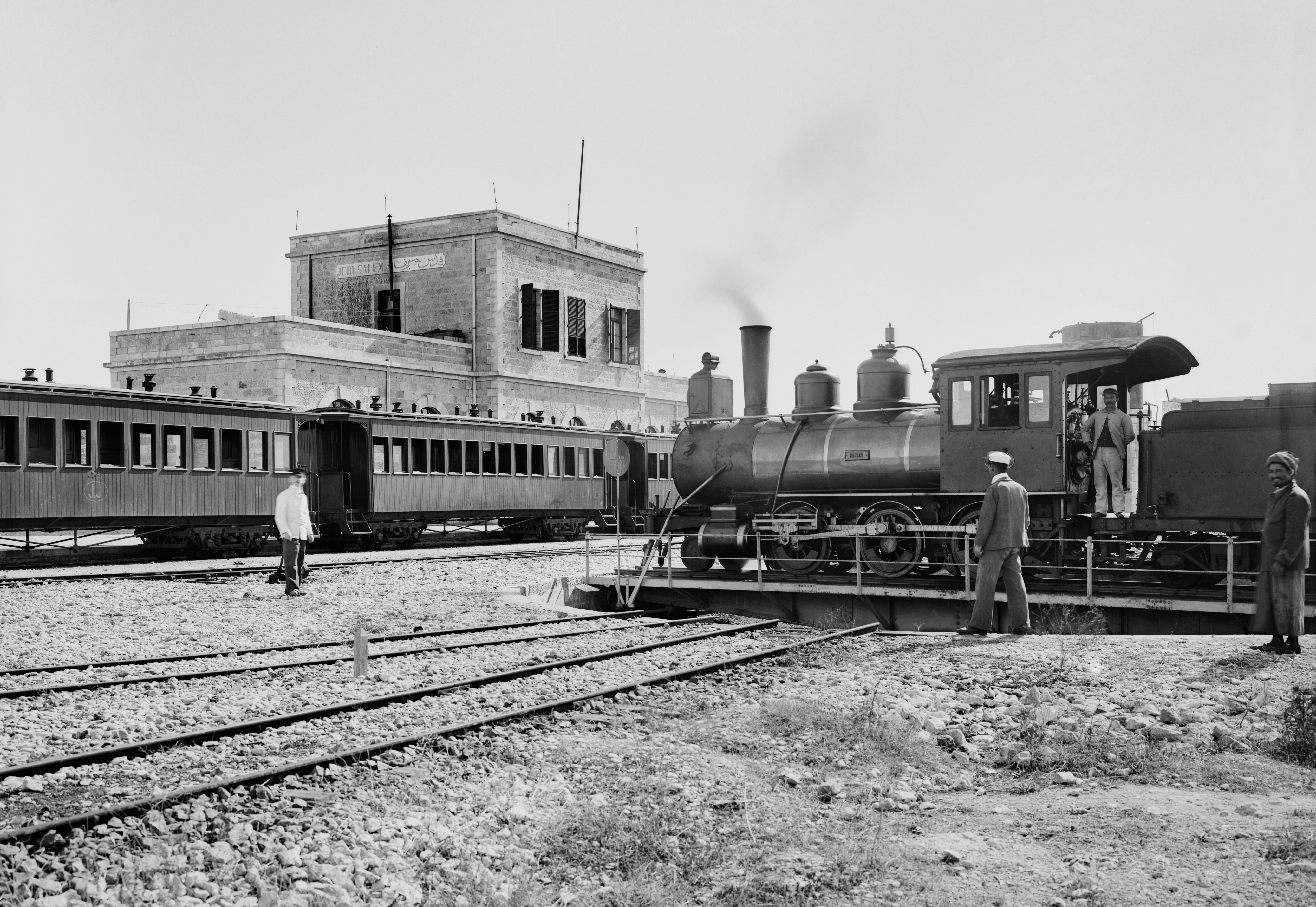
محطة قطارات القدس عام 1900.

أُنشئ خط سكة حديد يافا - القدس بتمويل من شركة السكك الحديدية العثمانية ليافا والقدس (بالفرنسيّة: Chemin de Fer Ottoman de Jaffa à Jérusalem et Prolongements)، حيث كان أول خط سكك حديد يُنشئ في فلسطين، ومن أوائل خطوط سكك الحديد في الشرق الأوسط. بدأت أعمال الإنشاء في 31 آذار/ مارس 1890 وتم افتتاح الخط يوم 26 أيلول/ سبتمبر 1892. كان قياس السكة يتسم بالضيق نوعًا ما، حيث أُنشئ على قياس 1,000 ملم (3 قدم 3 3/8 بوصة) مع وجود العديد من المنحنيات الضيقة والانحدارات. وقد كان الجزء الشرقي من الخط بين دير آبان (بيت شمش لاحقًا) والقدس يتسم بالمسارات الحادة والمتعرجة. 
قام الجيش العثماني في عام 1915، أثناء الحرب العالمية الأولى، بتوسيع قياس المسار بين اللد والقدس إلى 1,050 ملم حتى يُتاح ربطه مع سكة حديد الحجاز، ومن ثم إزالة المسار المخصص للاستخدامات العسكرية بين المدينتين إلى مكان آخر.
يُشار بالذكر إلى أن السلطات الإسرائيلية أوقفت العمل في خطّ القطار هذا عام 1998 لإجراء بعض الإصلاحات فيه. أُعيد العمل في خطّ القدس-يافا عام 2005، ولكن دون أن يشمل المقطع الأصلي من الحي الألماني حتى بيت صفافا. واستبدل بهذه المحطة الرئيسية محطة أخرى تقع في قرية المالحة المهجرة. أما مقطع السكة المعطّل، فقامت البلدية بتجهيزه ليصبح مساراً للمشي والركض وركوب الدراجات.

### خط سكك حديد مرج بن عامر

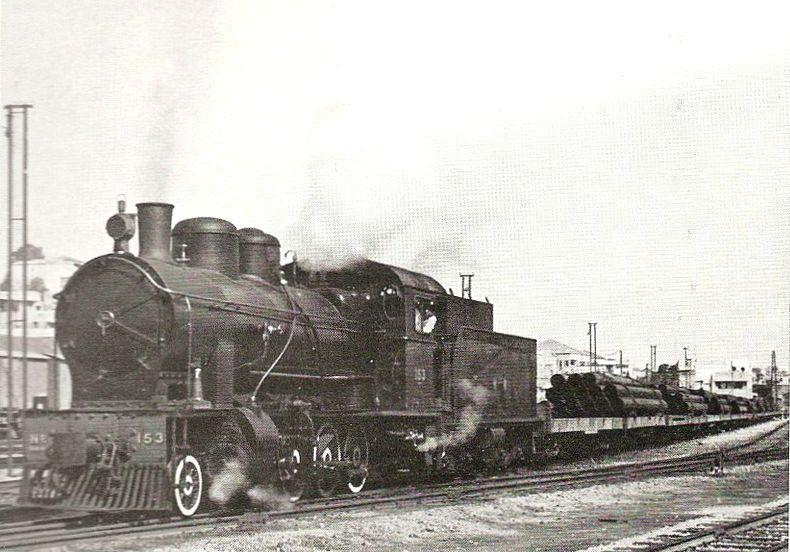
قطار سويسري المنشأ يعمل على خط مرج بن عامر عام 1946.

كان هذا الجزء هو فرع من سكة حديد الحجاز بين حيفا ودرعا في جنوب سوريا، حيث تم ضمه إلى الخط الرئيسي الحجازي. بدأ البناء في حيفا في عام 1902 واكتمل في درعا في عام 1905. ولهذا الخط نفس مقاس الخط الرئيسي الحجازي، الذي يبلغ 1,050 ملم. وقد تم في 1908 إنشاء فرع من العفولة على هذا الخط ليمتد إلى القدس، مرورا بجنين ونابلس. 
عرفت الحركة الاستيطانية الصهيونية كيف تستفيد من خط درعا ـ حيفا لبناء المستوطنات الجديدة وتوسيع القائم منها، وبالتالي إلى نقل المنتجات على مختلف أنواعها إلى حيفا، وقسم منها إلى دمشق عبر درعا. لهذا فإن خط السكة هذا شكّل دعامة قوية ومركزية في تطوير وتحسين مشروع الاستيطان في مناطق غور الأردن الشمالي وغور بيسان ومرج بن عامر. وتزامن هذا الأمر مع متابعة واستمرارية الحركة الصهيونية في شراء المزيد من الأراضي وتهجير العرب الفلسطينيين القانطين عليها بحجة تعديهم حدود ملكية خاصة، وبالتالي إلى ضم هذه الأراضي إلى المستوطنات على مختلف أنواعها (قرية تعاونية، قرية عادية...)، وبالتالي زيادة إمكانيات تطوير الاقتصاد اليهودي في فلسطين استعدادًا للحظة الانقضاض الكبرى في العام 1948 والقضاء على الوجود المادي الفلسطيني في المدن والقرى، وإعلان إقامة إسرائيل.
وقد تمّ إيقاف العمل بهذا الخط (سمخ ـ حيفا) في ليلة 15 أيار/ مايو 1948 بعد أن قامت وحدة من الهاغاناه بنسف جسر السكة في جسر المجامع بالقرب من كيبوتس “ جيشر” والباقورة، للحيلولة دون وصول إمدادات عسكرية من سوريا إلى الفلسطينيين. وبعد إعلان الهدنة بين إسرائيل والدول العربية، أعادت مصلحة القطارات الإسرائيلية تشغيل خط حيفا ـ سمخ لأغراض تجارية فقط، وكان يتوقف في محطات قليلة ومحددة مسبقًا. وبقي الخط يتحرك بهذه الطريقة حتى عام 1952 عندما أُعلن رسميًا عن إيقافه نهائيًا. وبيعت القاطرات القديمة والعربات في سوق الخردوات في العام 1948 ما عدا قاطرتين موجودتين في متحف القطار في حيفا في محطة سكة حديد الحجاز، أو كما تعرف بـ “ محطة السكة الشرقية”.

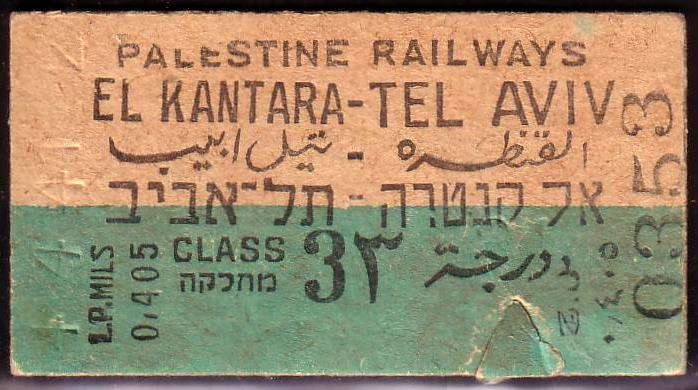
تذكرة سفر من القنطرة إلى تل أبيب عام 1941.

وكانت هناك محاولات لإعادة تشغيل الخط في العام 1982، ومرة أخرى في العام 1988 ولكنها باءت بالفشل لعدم توفر الميزانيات اللازمة والضرورية لتشغيل القطار من جديد. وقد أُثير موضوع القطار من جديد بعد التوصل إلى اتفاق تسوية مع المملكة الأردنية الهاشمية في منتصف التسعينات. ويبدو أن مشروعًا بديلا سيتم الاتفاق بشأنه لربط حيفا مع إربد في الأردن ومن أربد خط آخر إلى عمّان.

### خط سكك حديد سيناء العسكري
أقام الإنجليز هذا الخط عندما كانوا يحتلون مصر في بداية الحرب العالمية الأولى لخدمة أغراضهم العسكرية في فلسطين. وأنشأوا لذلك كوبري الفردان الأول. بحلول كانون الثاني/ يناير 1917 وصل الخط إلى العريش  ومن ثم رفح في نيسان/ مارس 1917.  وبعد أن استقرت بهم الأوضاع في فلسطين، مدوا هذا الخط إلى داخل مدنها مثل القدس وبئر السبع.

### خط سكك فلسطين العسكري

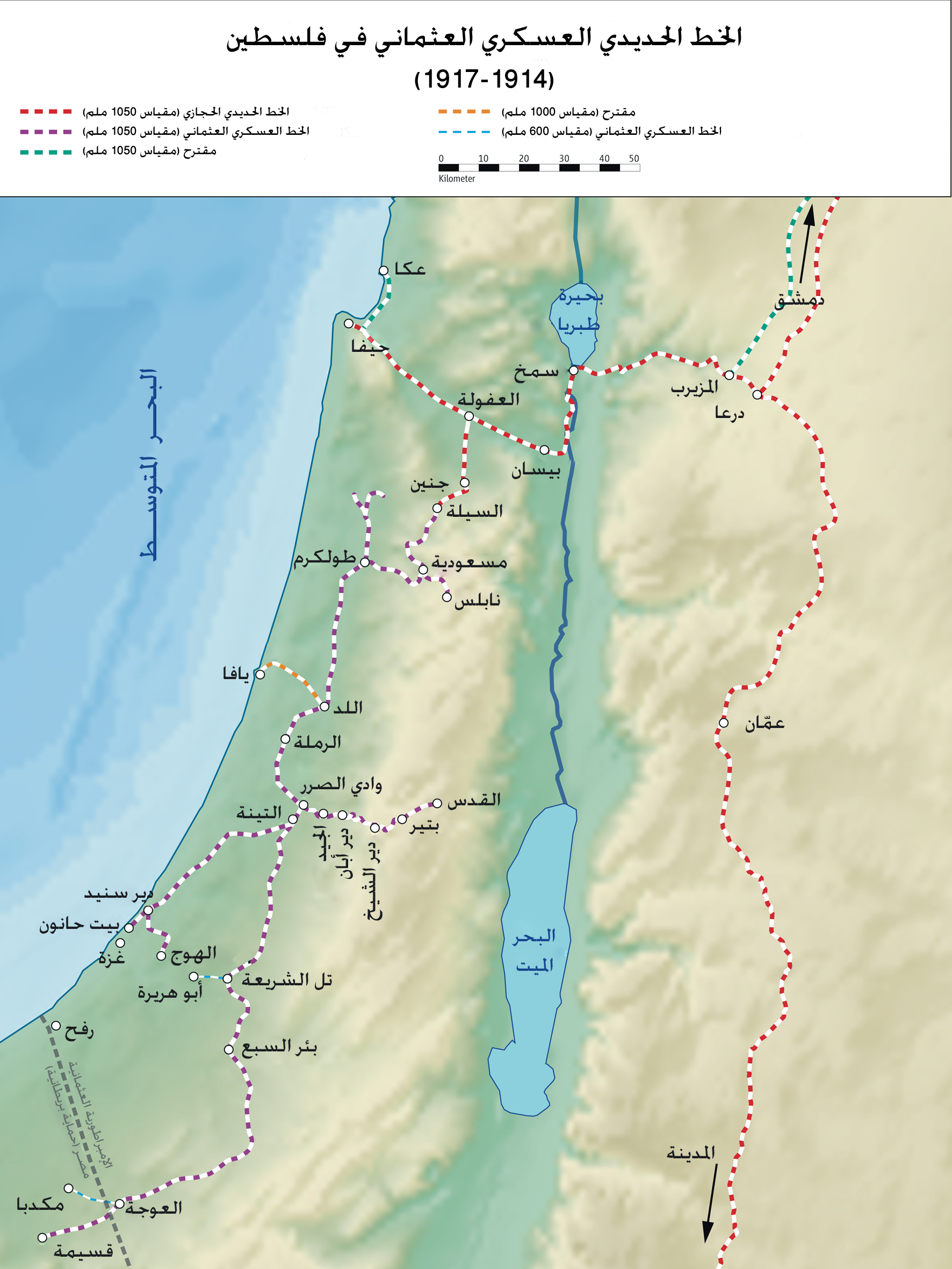
خط فلسطين العسكري.

قامت القوات البريطانية بالإستيلاء على بئر السبع في تشرين الأول/ أكتوبر 1917 ودخلت غزة في تشرين الثاني/ نوفمبر.   وقد تم تحويل فرع إلى القدس بحلول حزيران/ يونيو ليستمر إلى طولكرم على مسار سكة الحديد الشرقية. من هناك قاموا ببناء خط مقياس معياري على شمال غرب الطريق الجديد إلى الساحل ثم شمالا ليصل إلى حيفا بحلول نهاية عام 1918. 
قامت وحدات من المهندسين تابعة للقوات البريطانية بإصلاح السكك الحديدية الفلسطينية في المناطق التي تضررت أثناء القتال ضد العثمانيين. ووضعت السلطات البريطانية على هذا الخط عدة خطوط مؤقتة من قياس 600 ملم بما في ذلك واحد بين اللد ويافا.  قامت بريطانيا باقتراض عدة قاطرات بعرض 1,067 ملم للعمل على مسارات الخط العسكري هذا ذو أبعاد 1,050 ملم.

## التشغيل

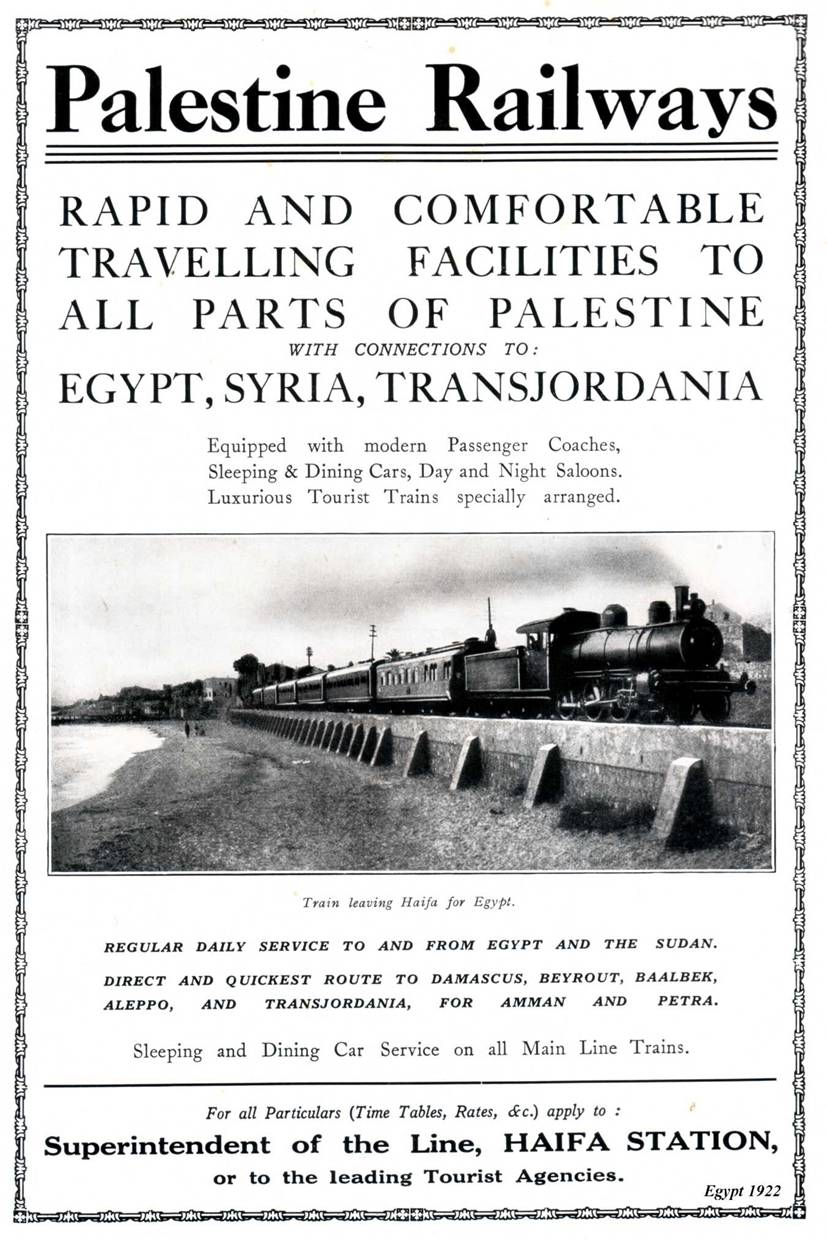
إعلان للمسافرين عام 1922.

كلّف مؤتمر سان ريمو المملكة المتحدة بإدارة فلسطين في نيسان/ أبريل 1920، وهو قرار أيدته عصبة الأمم في 1922. في تشرين الأول/ أكتوبر 1920 نقلت إدارة السكك الحديدية لشركة جديدة وفقاً لهذا القرار، وسميت الشركة بخطوط سكك الحديد الفلسطينية (PR) والمملوكة لحكومة الانتداب البريطاني على فلسطين.  خلال العمليات العسكرية بين الدولة العثمانية والإمبراطورية البريطانية، ظل خط سكك حديد يافا-القدس مملوكاً لشركة السكك الحديدية العثمانية ليافا والقدس (بالفرنسية: Chemin de Fer Ottoman de Jaffa à Jérusalem et Prolongements). تم تحويل قياس خط اللد - يافا من قياس 600 ملم للقياس المعياري، كما أعيد افتتاحه في أيلول/ سبتمبر 1920. 

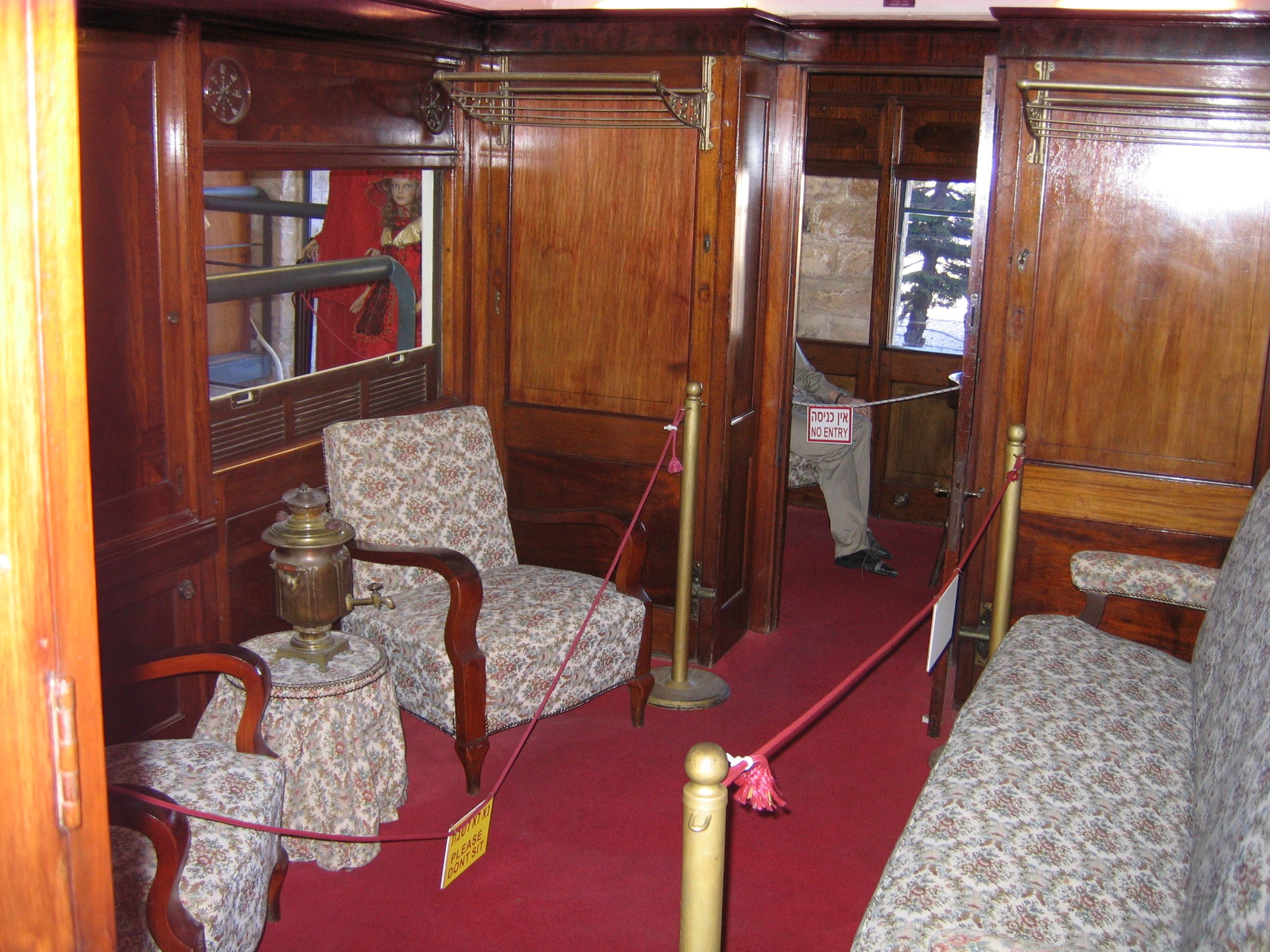
داخل إحدى القاطرات من عام 1922.

لقد تم إنشاء الخط الرئيسي بين الشمال والجنوب لسكك حديد فلسطين على وجه السرعة لأغراض عسكرية، كما استُخدم خط يافا - القدس ومرج بن عامر بشكل حاد. ولم تكن قطاراتها سريعة جداً؛ فقد كان حد السرعة الأعلى فيها 80 كم/ساعة. وضعت شركة سكك الحديد الفلسطينية خدمة المرور المختلط بين حيفا - القنطرة منذ عام 1920، فقد قامت مجموعة فنادق Wagons-Lits بتزويد القطار بمطعم وعربات للنوم كل ثلاثة أيام في الأسبوع حتى عام 1923، لتزداد هذه الخدمة الفاخرة بشكل يومي.
كانت فلسطين تفتقر إلى ميناء في المياه العميقة حتى عام 1933 عندما تم إنشاء ميناء حيفا. وقد تم إيصال السكة الحديدية لهذا الميناء ولميناء يافا وغيرهما من الموانئ فيما بعد. لقد تولت شركة السكك الحديدية المصرية أمور النقل بين بورسعيد والقنطرة، بينما تولت شركة سكك فلسطين النقل بين القنطرة شرق وفلسطين. ولم يكن موجوداً في منطقة السويس أي جسر عبر القناة حتى عام 1941، فقد كانت البضائع والركاب تُنقل عبر القناة بين المحطات المصرية والفلسطينة، ثم تُنقل عبر السكك الفلسطينية على الضفة المقابلة في القنطرة.

## القاطرات

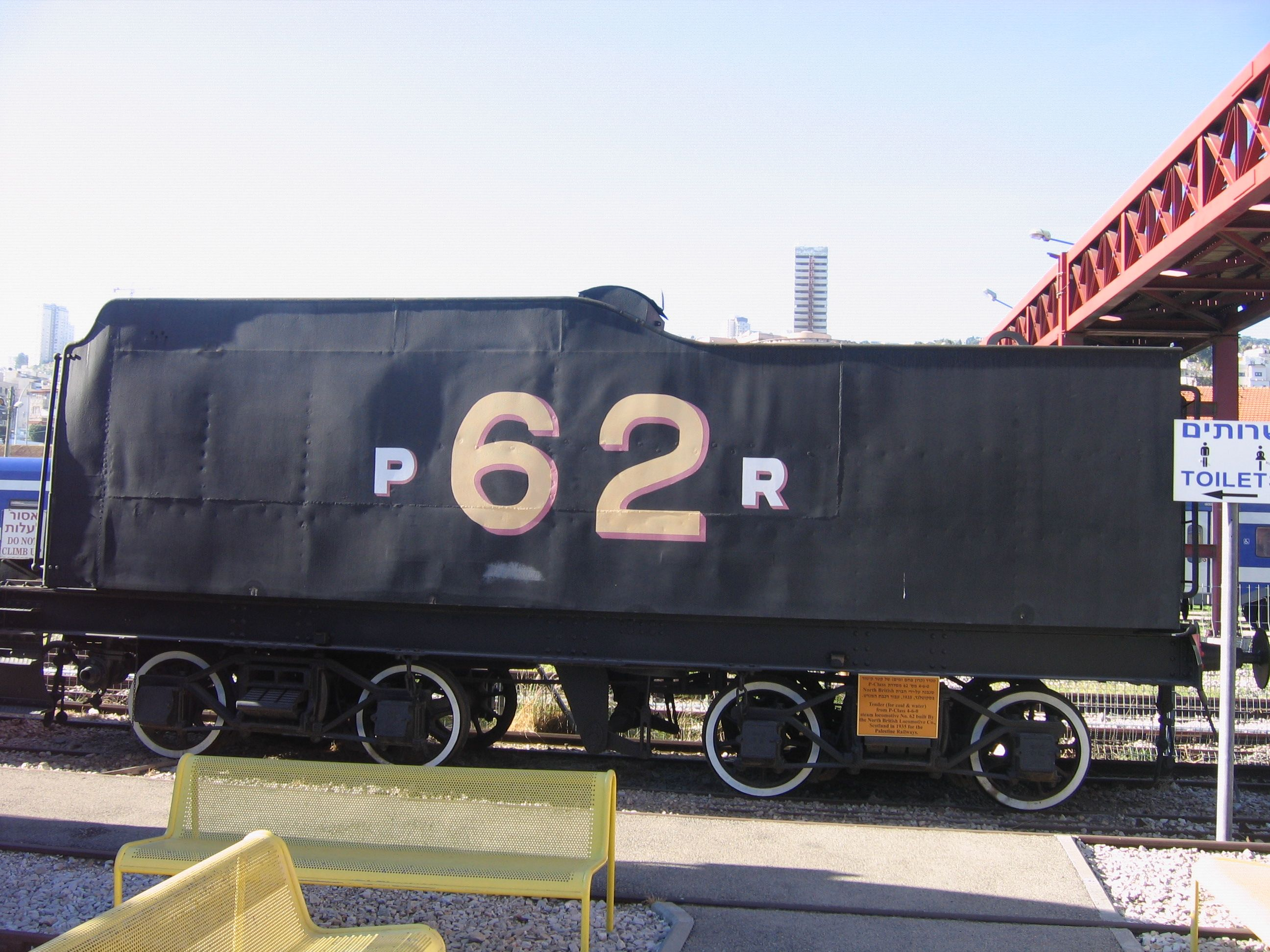
قاطرة P class معروضة في متحف القطارات، حيفا.

قامت بريطانيا باستبدال القاطرات القديمة التي كانت موجودة في فلسطين منذ العهد العثماني، بقاطرات أعرض.  وكانت تتوزع قاطرات سكك حديد فلسطين التي كانت في الخدمة على عدة تصنيفات وطبقات (Class)، لكل منها مواصفاته الهندسية الخاصة من حيث عرض القاطرة وطولها:

- M class
- K class
- H، H2، H3 class
- Sentinels
- N class
- P class

## الثورة الفلسطينية الكبرى
ثار العرب الفلسطينيون ضد الحكم البريطاني في الفترة ما بين 1936-1939، وذلك لمعارضتهم الهجرة الجماعية اليهودية إلى فلسطين. وكانت السكك الحديدية أحد أهم الأهداف للثوار. قام البريطانيون بتحصين الجسور وزيادة الدوريات العسكرية المنتظمة على طول خطوط السكك الحديدية لصد الثوار. كانت الدوريات في البداية سيرًا على الأقدام، ثم أصبحت العربات المدرعة تُستخدم بشكل ملحوظ. قام البريطانيون بتركيب واجهة على كل سيارة مدرعة مع شريط طويل يهدف إلى تفجير أي لغم بأمان دون إصابة أي من راكبي العربات المدرعة، بعد أن تم تفجير إحدى المركبات البريطانية بلغم، أسفر عن مقتل جندي. وقد أقدم الجنود البريطانيون على جعل الرهائن العرب كدرع لهم في ركوبهم للعربات لكشف الألغام والتي كان من الممكن أن تنفجر بأي لحظة.
بحسب التقرير السنوي الرسمي للحكومة البريطانية عن إدارة فلسطين وشرق الأردن حول قوائم الهجمات الشهيرة ضد السكك الحديدية لسنة 1936، فإن هنالك إثني عشر هجومًا وقع ضد السكة الحديدية التي تستخدمها القوات البريطانية في فلسطين خلال فترة قصيرة جداً، وجاء فيه:
خلال حزيران/ يونيو 1936، تعرض خط السكة الحديدية إلى إثني عشر عمل تخريبي، وفي مناسبتين دُمرت قطارات، خرج إحداها عن القضبان بالقرب من اللد في 26 من حزيران/ يونيو مما تسبب بسقوط أربعة قتلى وأضرار كبيرة في القطار وسكة الحديد، ونتيجة لهذا العمل التخريبي الذي جاء على نحو وثيق من هجوم منظم على مطار اللد في المدينة، تم فرض حظر التجوال على مدينة اللد.

## الحرب العالمية الثانية

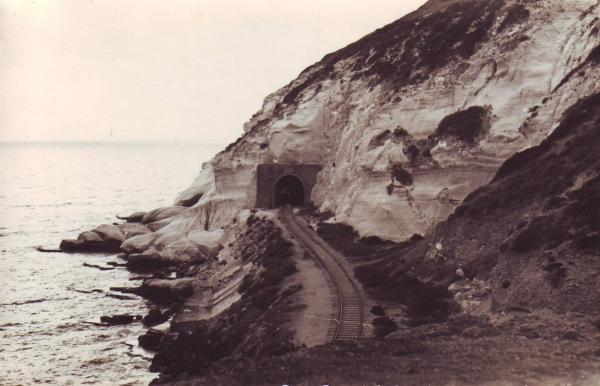
نفق في رأس الناقورة لمرور خط سكك حديد حيفا - بيروت، 1942.

ازدادت حركة المرور على خط سكك حديد فلسطين بشكل كبير خلال الحرب العالمية الثانية - أي ما بين 1940-1945. وكان الخط الرئيسي لسكة حديد فلسطين طريق إمدادات لحملة شمال أفريقيا لصد الهجوم الإيطالي على مصر في عام 1940، حيث استمرت حتى استسلام الألمان في تونس في أيار/ مايو 1943. في الفترة مابين أبريل - مايو 1941، قامت القوات الجوية الإيطالية والألمانية باستخدام القواعد الجوية التابعة لقوات فيشي الفرنسية في سوريا ولبنان وتنظيم دعم لانقلاب رشيد عالي الكيلاني على الحكومة العراقية الموالية لبريطانيا. لكن القوات البريطانية هبطت في جنوب العراق وأخمدت الانقلاب بعد الحرب الأنجلو-عراقية في أيار/ مايو 1941.
في هذا الوقت، دُشِّن خط بيروت - حيفا (HBT) في عام 1942 مرورًا برأس الناقورة على الحدود الفلسطينية - اللبنانية ليخدم كطريق امدادات للقوات البريطانية والحلفاء في سوريا ولبنان ضد قوات فيشي الفرنسية. وقد قام البريطانيون بمساعدة آلاف العمال (من أستراليا ونيوزيلندة وجنوب إفريقيا، فضلاً عن عمال آخرين من فلسطين) بمد هذا الخط إلى بيروت ومن ثم طرابلس في شمال لبنان. استطاع العمال، من خلال الجهد البشري الخارق من العمل لمدة عام واحد فقط، حفر الأنفاق في صخور رأس الناقورة، حيث أقاموا 15 جسرًا على طول طريق سكة الحديد وأقاموا جدران مساندة لصد الأمواج البحرية. هناك جسران تم حفرهما في صخور رأس الناقورة يبلغ طولهما معًا حوالي 200 متر، وهناك جسر أقيم على فتحة كهف كبيرة بين النفقين. خدمت السكك الحديدية، التي مرت عبر الأنفاق، البريطانيين ومستلزماتهم العسكرية بين عاميّ 1943 و 1948.

## ما بعد الحرب

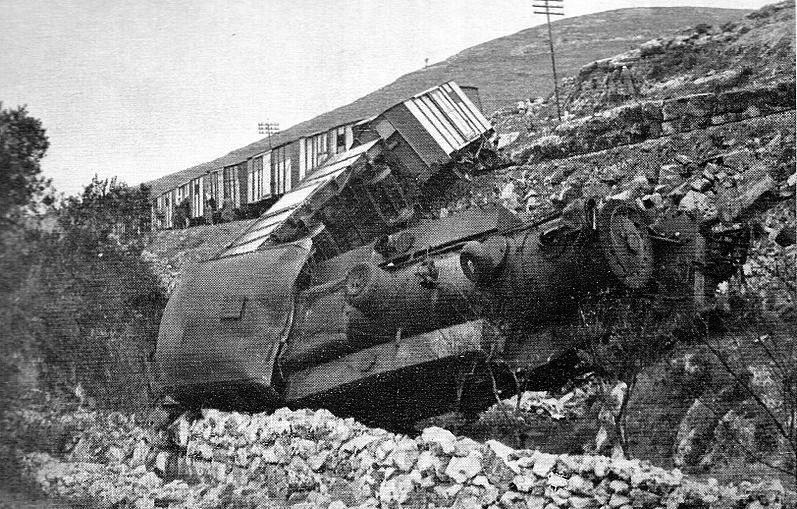
هجوم لإحدى المنظمات الصهيونية على خط يافا -القدس عام 1946.

شكّلت المنظمات شبه العسكرية الصهيونية في عام 1945 تحالفًا، كان يُطلق عليه «حركة المقاومة اليهودية»، والذي شن حربًا ضد الإدارة البريطانية، حيث قامت عدة منظمات صهيونية بتخريب خطوط سكك الحديد الفلسطينية ومحطاتها وجسورها، ومن أهم تلك المنظمات البالماخ، الإرجون وشتيرن. قامت هذه المنظمات بعمليات إرهابية في 153 موقعًا في جميع أنحاء فلسطين. حيث هدمت قنبلة الجزء الرئيسي من المبنى محطة شرق حيفا وفي عام 1946. كما شنت هذه المنظمات عمليات إرهابية أُطلق عليها عملية ليل الجسور في 16-17 حزيران/ يونيو من ذلك العام، دمروا فيها 11 موقعًا من جسور ومسارات للسكك الحديدية التي تربط فلسطين بدول الجوار، وهي سوريا ولبنان ومصر والأردن.
تم تفجير طريق القنطرة - حيفا قرب رحوفوت في 22 نيسان/ أبريل عام 1947، مما أسفر عن مقتل خمسة جنود بريطانيين وعدد من المدنيين. وقد تدهورت حالة الأمن، وزادت حالات السرقة من السكك الحديدية. ولم تتدخل قوات الأمن البريطانية لمنع ذلك، أو حماية السكك الحديدية، بل بالعكس. ففي بعض الحالات شاركت في النهب. اعترف المدير العام للسكك، آرثر كيربي، في كانون الثاني/ يناير عام 1948 بإن الوضع يحتاج لحماية مسلحة كافية للسكك الحديدية وللموظفين العاملين فيها الذين بلغ عددهم 6000 شخص، وإلا فإنهم سيتوقفون عن القيام بواجبهم، كما قال «لا يمكنني ضمان تشغيل السكك الحديدية».
| 2 أبريل 1946   | عملية تخريبية في السكك الحديدية أسدود، حيفا - عكا                       | الإرجون وشتيرن | دمرت خمس جسور بالإضافة إلى أضرار لحقت بالمسارات والمحطات والمعدات المتنقلة.                   |
| 10 يونيو 1946  | هجوم على ثلاثة خطوط قطارات للركاب يافا - القدس واللد - حيفا             | الإرجون        | أضرار لحقت بثلاث قاطرات وعربات و12 مسار                                                       |
| 16 يونيو 1946  | هجوم على جسر قريب من دير البلح في عملية ليل الجسور                      | البالماخ       | تضرر الجسر ولكن تم إصلاحه                                                                     |
| 17 يونيو 1946  | هجوم على قطار كراجات حيفا                                               | شتيرن          | تسبب الانفجار بتدمير كبير في المباني والمكاتب                                                 |
| 17 يونيو 1946  | هجوم على سكة حديد الحجاز في عملية ليل الجسور                            | البالماخ       | جسر رقم 2 على نهر اليرموك، 93.4 كم من حيفا، وتم تدميره بالكامل                                |
| 8 سبتمبر 1946  | هجوم على خلايا إشارات جسر غولدن، حيفا                                   |                | قطعت تدمير الخلايا مما يشير إلى وخطوط الاتصالات خطوط حيفا - عكا وحيفا                         |
| 9 سبتمبر 1946  | هجمات مختلفة على الطريق الرئيسي                                         | الإرجون        | ضرر صغير في المسارات                                                                          |
| 20 سبتمبر 1946 | قصف محطة قطار حيفا (الشرق)                                              | الإرجون        | دمر الجزء الرئيسي من المبنى، بما في ذلك برج الساعة                                            |
| 23 سبتمبر 1946 | هجوم على قطار الغاز بين بالقرب من بنيامينا                              | الإرجون        | تلف أربع سيارات                                                                               |
| 8 أكتوبر 1946  | انفجار لغم تحت القطار العسكري بالقرب من بنيامينا                        | شتيرن          | تضرر المسار فقط                                                                               |
| 22 أكتوبر 1946 | انفجار لغم تحت قطار لنقل البضائع من يافا إلى اللد                       | شتيرن          | أضرار لحقت بالمسارات                                                                          |
| 30 أكتوبر 1946 | انفجار في محطة السكك الحديدية في القدس                                  | الإرجون        | تلف جزئي للمبنى وسيارات الركاب. أصيب وقتل مواطنين                                             |
| 1 نوفمبر 1946  | ألغام انفجرت تحت قطار لنقل البضائع من بنيامينا اللد                     | شتيرن          | تضرر جسر                                                                                      |
| 3 نوفمبر 1946  | انفجار ألغام تحت قطارات الشحن بين راس العين وقلقيلية وبين اللد والقدس\| | الإرجون وشتيرن | انفجار قاطرة وسبع سيارات. جرح اثنين                                                           |
| 5 نوفمبر 1946  | ألغام انفجرت تحت السكك الحديدية بين حيفا واللد، أشعلت النيران في القطار | الإرجون وشتيرن | اثنتين من عربات 30 طنا من الوقود المحترق، تضررت المسارات.                                     |
| 5 نوفمبر 1946  | خط يافا - القدس                                                         | شتيرن          | أضرار لحقت بالمسارات.                                                                         |
| 7 نوفمبر 1946  | ألغام انفجرت تحت القطار العسكرية بالقرب من اللد                         | الإرجون        | ثلاث سيارات، وضرر بالمسارات                                                                   |
| 10 نوفمبر 1946 | انفجار راس العين                                                        | الإرجون        | تم تدمير مبنى المحطة تماما. وأصيب شرطي بجروح خطيرة.                                           |
| 11 نوفمبر 1946 | انفجار المسار جنوب قلقيلية                                              | شتيرن          | تضرر المسارات                                                                                 |
| 13 نوفمبر 1946 | انفجار قرب القدس                                                        |                | مقطورة دُمرت تماما. أضرار لحقت بالمسارات. وقتل ستة من رجال الشرطة.                             |
| 13 نوفمبر 1946 | تفجير قطار لنقل البضائع قرب تل أبيب                                     | شتيرن          | أصيب 3.                                                                                       |
| 15 نوفمبر 1946 | انفجار قرب دورية عسكرية فان بنيامينا                                    | شتيرن          | أضرار لحقت بالمسارات. وأصابة ثلاثة جنود.                                                      |
| 17 نوفمبر 1946 | ألغام انفجرت تحت خط قطار الشحن بين اللد - غزة                           | الإرجون        | أصرار بالسيارات                                                                               |
| 17 نوفمبر 1946 | انفجارين المسار الرئيسي                                                 | الإرجون        | أضرار لحقت بالمسارات. أصيب وقتل عدد من الأشخاص بينما كانو يحاولون إزالة الألغام غير المنفجرة. |
| 18 نوفمبر 1946 | انفجار لغم تحت عربة مدرعة عسكرية غلى خط اللد                            | شتيرن          | تلف المسارات                                                                                  |
| 19 نوفمبر 1946 | انفجار على خط السكة الحديد قلقيلية - رئيس العين                         | الإرجون        | تضرر المسارات                                                                                 |
| 20 نوفمبر 1946 | خط يافا - القدس                                                         |                | تضرر المسارات                                                                                 |
| 23 نوفمبر 1946 | التعدين خط يافا - القدس                                                 |                | تضرر المسارات                                                                                 |
| 2 يناير 1947   | هجوم على محطة تل أبيب                                                   |                | أضرار لحقت بالمباني والأسقف والإضاءة                                                          |
| 8 مارس 1947    | هجوم على محطة تل أبيب                                                   |                | أصرار بالخزانات والمرافق الكهربائية                                                           |
| 13 مارس 1947   | خط حيفا - اللد                                                          | شتيرن          | انفجار سيارات الوقود، وتلف المسارات، وتدهور قاطرة وأربعة عربات.                               |
| 22 أبريل 1947  | خط قطار الركاب انفجار القاهرة - حيفا، بين الشوارع يفنه                  | شتيرن          | أضرار لحقت بالسيارات والركاب. ستة جرحى وثمانية قتلى.                                          |
| 15 مايو 1947   | انفجار ألغام تحت محطة قطار حيفا                                         | الإرجون        | إصابة اثنان من الجسور بأضرار بالغة. أضرار لحقت المسارات. اثنين من الجرحى وقتل اثنان.          |
| 27 مايو 1947   | ألغام متفجرة على خط يافا خط - القدس                                     | الإرجون        | اضرار طفيفة في مسارات                                                                         |
| 27 مايو 1947   | انفجار محطة سكة حديد الرملة                                             | الإرجون        | تدمير مبنى المحطة                                                                             |
| 28 مايو 1947   | محاولة لتخريب محطة وقود                                                 |                | أضرار لحقت بالأسوار والأسطح                                                                   |
| 4 يونيو 1947   | القطار رقم 200 خط يافا - القدس، والقطار رقم 51 خط حيفا - اللد           | الإرجون        | أضرار لحقت بالمسارات                                                                          |
| 5 يونيو 1947   | انفجار محطة سكة حديد عتليت                                              | الإرجون        | تدمير مكتبين                                                                                  |
| 14 نوفمبر 1947 | انفجار الخط الرئيسي                                                     |                | أضرار بالمسارات                                                                               |
| 29 فبراير 1948 | انفجار لغم تحت قطار للجنود البريطانيين                                  | شتيرن          | مقتل 28 جنديا بريطانيا                                                                        |

## النكبة وتأسيس إسرائيل

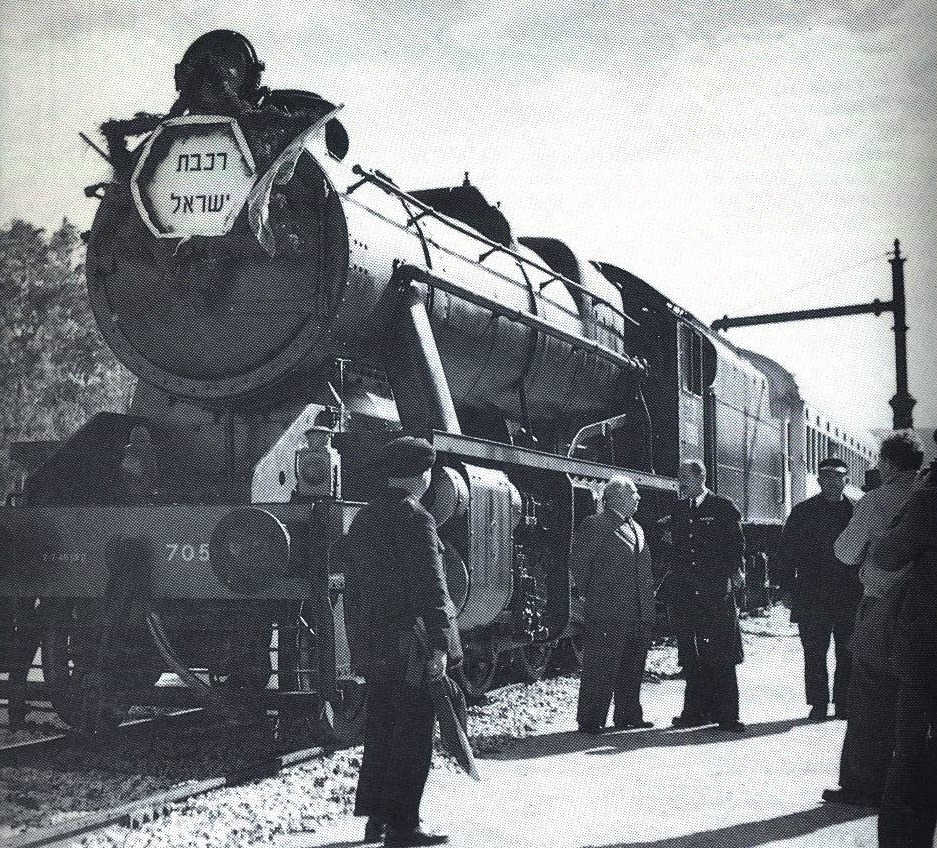
قطار بخاري أصبح ضمن شركة سكك حديد إسرائيل عام 1949.

حُلَّت شركة قطارات فلسطين عمليًا في عام 1948، وذلك بعد انسحاب بريطانيا من فلسطين وانتهاء فترة الانتداب البريطاني. وقد استولت إسرائيل على الشركة بعد إعلان تأسيسها في نفس العام. ومنذ عام 1948 أخذت الحكومة الإسرائيلية على عاتقها إدارة خدمات القطارات. ودُشِّنت خدمة المسافرين المنتظم من حيفا إلى تل أبيب والقدس في 1950، واستمرت الرحلة حوالي 4 ساعات. كما دُشِّنت محطة تل أبيب «ساڤيدور» مركز السكة الحديدية على امتداد الشاطئ، التي مكّنت الرحلة المباشرة بين مدينتيّ حيفا وتل أبيب، وافتُتِح خط ناعن – بئر السبع للحركة في 1956. وقد قامت إسرائيل فيما بعد بتحسين وضع السكك الحديدية وزيادة خطوطها ومحطاتها.
يشار بالذكر إلى أن شركة القطارات الإسرائيلية «راكيڤيت يسرائيل» تأسست في عام 2003 (قبل ذلك كانت الشركة تُفعل كوحدة تابعة لسلطة الموانئ والقطارات الإسرائيلية).

## الوضع الحالي

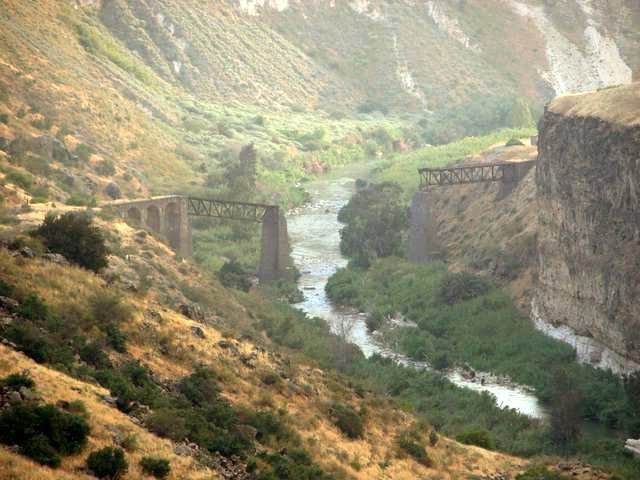
جسر الحاوي على نهر اليرموك كان يربط بين درعا وحيفا. قامت عصابة البالماخ الصهيونية بتفجيره عام 1946، وهو على هذه الحال إلى يومنا هذا.

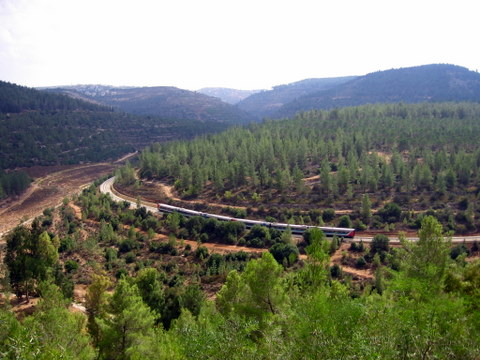
القطار اليوم في بيت شمش قرب القدس.

يقع الخط السابق لسكك حديد فلسطين اليوم في ثلاثة أجزاء:
- مصر: يتم تشغيله عبر الهيئة القومية لسكك حديد مصر.
- السلطة الفلسطينية: في قطاع غزة والضفة الغربية، لا يُستخدم وهو مُدمر في معظم أجزاءه.
- إسرائيل: تشغل الخط شركة سكك حديد إسرائيل وقامت بتوسعته.[52]

أما بالنسبة لخط قطار بيروت - حيفا (HBT)، فقد دُمِّر معظمه خلال الحروب، ماعدا جزء صغير يمتد بين حيفا ونهاريا.

## وصلات خارجية
- متحف القطارات في حيفا.
- محطة سكة الحديد في المنشية بقعة من عام 1948.